# 鄭尚友
郑尚友（？年—？年），字士宏，號月庵，杭州府钱塘县人。明朝末年政治人物。

## 生平
萬曆四十六年（1618年）戊午科浙江乡试舉人，崇祯四年（1631年）辛未科进士。兵部观政，授長樂縣知县，建五賢祠，创崇正书院，在任六年，考察为天下清官第一。崇祯十年行取，十一年授工部营缮司主事，管荆州抽分。